# Cinema 180
Cinema 180 was een mini cinerama-bioscoopzaal in het Belgische dieren- en attractiepark Bellewaerde Park te Ieper.
Een cinerama is een bioscoopzaal waarbij het scherm niet alleen vooraan zit, maar ook aan de zijwanden. Het scherm is gebogen om een weids beeld te geven. Bij Cinema 180 was het scherm een halve cirkel, dus 180 graden, vandaar de naam. In de zaal werden westernfilmpjes gespeeld.

## Brand
In het jaar 1986 woedde in het Far West-dorp een grote brand. Oorzaak hiervan was een kortsluiting in de motor van Enterprise tijdens het winterseizoen dat jaar. Bij deze brand is de cinema verwoest.
Na de brand werd een nieuw gebouw geplaatst op dezelfde plaats van de cinema. Daarin is tot op heden een winkeltje gevestigd.
Afbeeldingen